# Jacques Copeau
(Jacques Copeau, dai Cahiérs)
Jacques Copeau (Parigi, 4 febbraio 1879 – Beaune, 20 ottobre 1949) è stato un attore, regista teatrale, drammaturgo e critico francese.
Fondò nel 1909 la Nouvelle Revue Française insieme ad André Gide, Jacques Rivière, Paul Claudel e Jean Schlumberger, e la diresse tra il 1912 e il 1914.
Fu tra i fondatori del Théâtre du Vieux-Colombier (1913-1914 e 1920-1924).
Scrisse l'adattamento per la scena de I fratelli Karamazov di Dostoevskij, testo a cui si riferiranno tutti coloro che in seguito metteranno in scena quest'opera (solamente Anton Giulio Bragaglia preferì la riduzione teatrale scritta da Corrado Alvaro al già noto testo di Copeau).
Collezionò molti fallimenti e delusioni: l'attività del Vieux Colombier, inaugurata nel 1913 con Una donna uccisa con dolcezza di Thomas Heywood, si fermò nel 1924 a causa di difficoltà economiche. Nel 1925 Copeau diede vita alla compagnia dei Copiaus, ma il gruppo presto si sciolse. Direttore della Comédie Française nella stagione 1940/1941, venne allontanato dal regime collaborazionista perché sgradito agli occupanti nazisti.

## Biografia

### Gli inizi
Nato a Parigi da una famiglia di piccoli commercianti, dimostrò fin dall'infanzia una precoce sensibilità e un acuto senso dell'osservazione. Appassionatosi all'Iliade e all'Odissea, si cimentava in solitudine nella rappresentazione degli eroi omerici; lesse drammi e frequentò fin da allora le serate teatrali e letterarie parigine.
Al Liceo Condorcet, scoprì d'Annunzio, Ibsen, scrisse commedie come Brouillard du matin (Nebbia del mattino), rappresentata al Nouveau Théâtre nel marzo 1897 con un certo successo. Il critico Francisque Sarcey ne parlò sul quotidiano Le Temps.
Diplomatosi, s'iscrisse a lettere e filosofia alla Sorbona, lasciando però incompiuti gli studi accademici. Sono gli anni dell'affare Dreyfus e il pamphlet di Émile Zola lo colpì commuovendolo fino alle lacrime.
Scoprì Wagner, lesse Flaubert e all'inizio del 1901 progettava di fondare una rivista di arte drammatica.
La morte del padre, nel giugno 1901, lo riportò ai doveri familiari. Tentò di prendere in mano l'azienda di famiglia, con scarsi risultati. Nello stesso anno conobbe André Gide, col quale cominciò una amicizia destinata a dare i suoi frutti.
Pubblicò in quegli anni diversi testi su L'Ermitage, curò la critica teatrale sulle riviste Théâtre (dal 1905 al 1914) e La Grande Revue (dal 1907 al 1910), lavorò come venditore di quadri alla galleria Georges Petit dal 1905 al 1909 e adattò per la scena, aiutato da Jean Croué, I fratelli Karamazov di Dostoevskij, presentato al Théâtre des Arts il 6 aprile 1911 con, tra gli interpreti, Charles Dullin.
Nell'ottobre 1908, Copeau collaborò, con André Gide, Jean Schlumberger, Ghéon, Ruyters e Drouin, alla creazione della Nouvelle Revue Française, di cui fu direttore nel 1912-1913.

### Il Vieux Colombiers e l'avventura americana
Nella primavera del 1913 decise di fondare un teatro.
A questo scopo, lanciò un appello alla gioventù parigina, "per reagire contro tutte le codardìe del teatro mercantile" e al pubblico colto per sostenere "il culto dei capolavori classici, francesi e stranieri". Il piccolo teatro del Vieux-Colombier venne inaugurato il 22 ottobre 1913 e s'impose immediatamente per le messe in scena, poetiche ed essenziali, e lo stile recitativo espressivo, scevro da ostentazione degli attori, tra i quali Charles Dullin, Louis Jouvet, Blanche Albane, Suzanne Bing.
Memorabile fu lo spettacolo La Nuit des Rois (La notte dei re), che restò alla storia.
Allo scoppio della prima guerra mondiale molti dei suoi attori partirono per il fronte. Copeau, riformato per un principio di tubercolosi, lavorò alla creazione di una scuola per attori, persuaso che la salvezza del teatro andasse cercata nell'educazione dei bambini e gli adolescenti, non ancora influenzati dagli insegnamenti tradizionali del Conservatoire.
Progettò una formazione totale, che includesse la cultura generale, la musica, la ginnastica, l'improvvisazione, il mimo e l'uso delle maschere.
In questi anni a Firenze incontrò Gordon Craig, in Svizzera Adolphe Appia, conosciuto attraverso Émile Jaques-Dalcroze. Nel novembre del 1915 fondò quello che sarà l'embrione della sua "scuola drammatica" con Suzanne Bing, con un'unica classe di dodici giovani attori che si riuniscono il giovedì.
Nel 1917 fu incaricato dal ministro Georges Clemenceau di occuparsi della "propaganda francese" negli Stati Uniti, che avrebbe dovuto contrastare, secondo le intenzioni del governo francese, l'influenza tedesca sulla cultura americana. Dopo un soggiorno di quattro mesi negli Stati Uniti, durante i quali diede lezioni di recitazione e organizzò conferenze, tornò in Francia, ricostituì la compagnia del Vieux Colombier e partì di nuovo alla volta di New York, dove gli venne messo a disposizione il Garrick Thèatre, riorganizzato per venire incontro alle sue esigenze sceniche.
Le due stagioni a New York (finanziate dai sussidi accordati ai suoi attori), dal novembre 1917 al giugno 1919, furono per lui motivo di grande dolore.
Di fronte ad una società basata sul consumo, Copeau si chiedeva come assicurare la perfezione del suo repertorio, che era costretto a cambiare ogni settimana. Copeau soffriva inoltre nel vedere alcuni dei suoi attori come Charles Dullin cedere al clima invitante del «mondo dello spettacolo» americano, da lui ritenuto deleterio e così in contrasto con l'approccio "sacrale" con cui dirigeva il suo teatro.
Al ritorno a Parigi, nel febbraio 1920, si rimise all'opera, riaprendo il suo teatro dove cercò di avvicinarsi al suo ideale di teatro essenziale, anche nell'architettura scenica, di cui predilesse l'essenzialità, al servizio del testo drammatico e della poesia. Nella stessa ottica di rigore poetico e morale creò finalmente la sua scuola per attori, l'École du Vieux Colombier, coadiuvato da Jules Romains.
A margine, nei corsi pubblici e alle conferenze, invitò Thibaudet, Jacques Rivière, Jaloux, Valery Larbaud, Ghéon, Paul Valéry.
Ben presto il suo estremo rigore dovette fare i conti con i gusti di una società sempre più complessa. La Maison natale, scritto nel 1923, suscitò incomprensioni e delusioni.

### Il ritiro in Borgogna

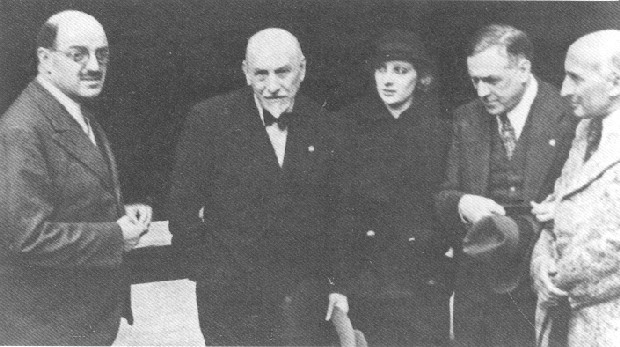
Luigi Pirandello, Silvio d’Amico, Andreina Pagnani, Renato Simonie Jacques Copeau 1933

Nell'aprile 1924, annunciò la chiusura del Vieux-Colombier trasferendolo in Borgogna insieme alla scuola. Copeau, con la sua famiglia, gli amici e gli allievi s'installò nel Castello di Morteuil, vicino a Demigny, nel dipartimento della Saona e Loira. Nel febbraio 1925 la scuola chiuse di nuovo per difficoltà finanziarie.
Copeau, all'apice di una crisi religiosa, si convertì al cattolicesimo.
Michel Saint-Denis, nipote di Copeau, diresse dal 1925 un piccolo gruppo di ex-allievi del maestro francese, nello spirito del Vieux-Colombier, "La Borgogna e i Copiaus". Nel 1926 i "Copiaus" (gli allievi di Copeau) riaprirono scuola e teatro e fino al 1929 fecero girare i loro spettacoli in Borgogna e all'estero (Belgio, Svizzera, Paesi Bassi, Italia...) con un discreto successo. Nel settembre dello stesso anno si ricostituirono autonomamente da Copeau come "Compagnie des Quinze." In questi anni gli furono diagnosticati principi di arteriosclerosi.
Dal 1926 al 1938, Copeau mise in scena numerose "letture drammatiche", si occupò della critica teatrale su Nouvelles littéraires dal novembre 1933 al febbraio 1935 e soprattutto andò alla riscoperta delle origini del teatro classico mettendo in scena, all'aperto, per il Maggio Musicale Fiorentino, nella prima assoluta di La rappresentazione di Santa Uliva di Ildebrando Pizzetti nel Chiostro Grande della Basilica di Santa Croce di Firenze con Rina Morelli, Cesare Bettarini, Memo Benassi, Andreina Pagnani, Ruggero Lupi, Carlo Lombardi, Sarah Ferrati, Nerio Bernardi, Armando Migliari e Giovanni Cimara (1933), Savonarola di Rino Alessi con la Morelli, Bettarini, Benassi, Andreina Pagnani, Lupi, Lombardi, la Ferrati, Bernardi, Migliari e Cimara in Piazza della Signoria (1935) e Come vi piace di William Shakespeare con Massimo Pianforini, Enzo Biliotti, Sandro Ruffini, Guido Gatti, Fernando Farese, Bernardi, Umberto Melnati, Giuseppe Pierozzi, Franco Scandurra, Checco Rissone, Nella Bonora, Letizia Bonini e Zoe Incrocci al Giardino di Boboli (1938).
Nel 1936-1937, alla Comédie-Française, diresse Il Misantropo, Bajazet, Asmodée de Mauriac e Il testamento di Père Leleu di Roger Martin du Gard.
Nel 1937 e 1938 prese parte ad alcuni film, tra cui La Venere dell'oro, melodrammatico quadretto sulla corrotta borghesia francese, in cui impersona un banchiere senza scrupoli.
Nel maggio 1940, amministratore provvisorio della Comédie Française, mise in scena Il Cid con Jean-Louis Barrault.
Diede le dimissioni nel marzo 1941, su pressione dell'amministrazione filotedesca della Francia occupata e si ritirò a Pernard.
In seguito, pubblicò Il teatro popolare e terminò Le Petit Pauvre, basato sulla vita di Francesco d'Assisi, una sorta di testamento drammaturgico. Provato dalla guerra e dalla malattia, riuscì nel luglio 1943 a mettere in scena il Miracolo del pane dorato nella corte degli Ospizi di Beaune, con l'assistenza di André Barsacq.
Morì a Beaune, in Borgogna, nel 1949.
Da Copeau si dirama una straordinaria scuola cui appartengono registi come Jouvet, Dullin e, in Italia, Orazio Costa.

## Opere
Opere di Jacques Copeau in italiano:
- Souvenirs du Vieux Colombier, Les Nouvelles Editions Latines, Paris, 1931 [trad. it. Ricordi del Vieux Colombier, a cura di A. Nacci, Il Saggiatore, Milano, 1962].
- Le Theatre Populaire, Presses Universitaires de France, Paris, 1941 [trad. it. Il teatro popolare, a cura di G. Gozzi, in Eroi e Massa, Patron, Bologna, 1979, pp. 107–46].
- Il luogo del teatro. Antologia degli scritti, a cura di Maria Ines Aliverti, La casa Usher, Firenze 1988.
- Eroi e massa. Il teatro del popolo. Il teatro popolare. Scena e tribuna da Dreyfus a Pétain di Romain Rolland, Jacques Copeau, Paolo Puppa. Curato da Luigi Squarzina. Traduzione di L.Gozzi. Edizioni Pàtron, 1979 (ISBN 88-555-1619-1)
- Ricordi, Curato da A. Gentili, Edizioni Mobydick, 2004 (ISBN 88-8178-293-6)
- Artigiani di una tradizione vivente. L'attore e la pedagogia teatrale. a cura di Maria Ines Aliverti, La casa Usher, Firenze 2009.

## Filmografia
- L'assassino del Corriere di Lione (1937), regia di Maurice Lehmann
- La Dama di Malacca (1937), regia di Marc Allégret
- La Venere Dell'oro (1938), regia di Jean Delannoy